# Římsa

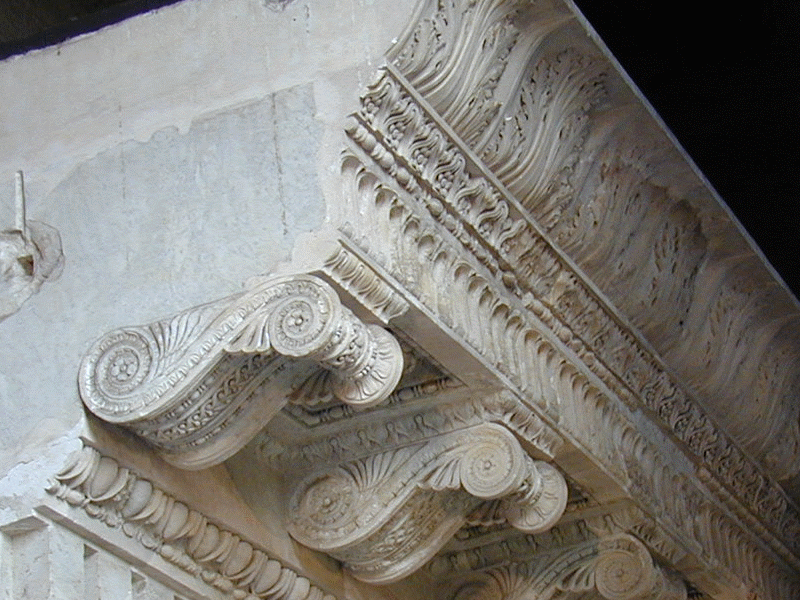
Renesanční římsa s volutovými konzolami

Římsa je vystouplý a profilovaný architektonický prvek, kamenný, cihlový, dřevěný nebo štukový, který vodorovně člení stěnu. Římsa jednak chrání stěnu budovy, případně okno nebo dveře, jednak člení a zdobí fasádu.

## Historie
Vyvinula se z překladů dřevěných i kamenných budov a stala se důležitým prvkem klasické řádové architektury. Klasickou římsu tvoří kyma (nosný prvek), geison (okapní deska) a sima (nesený prvek). Do novověké architektury pronikla v renesanci a běžně se užívala i v baroku, klasicismu a novoklasicismu, pokaždé ale jinak a charakteristicky utvářená. Teprve funkcionalistická architektura 20. století se snaží římsy omezit nebo vyloučit.

## Druhy říms

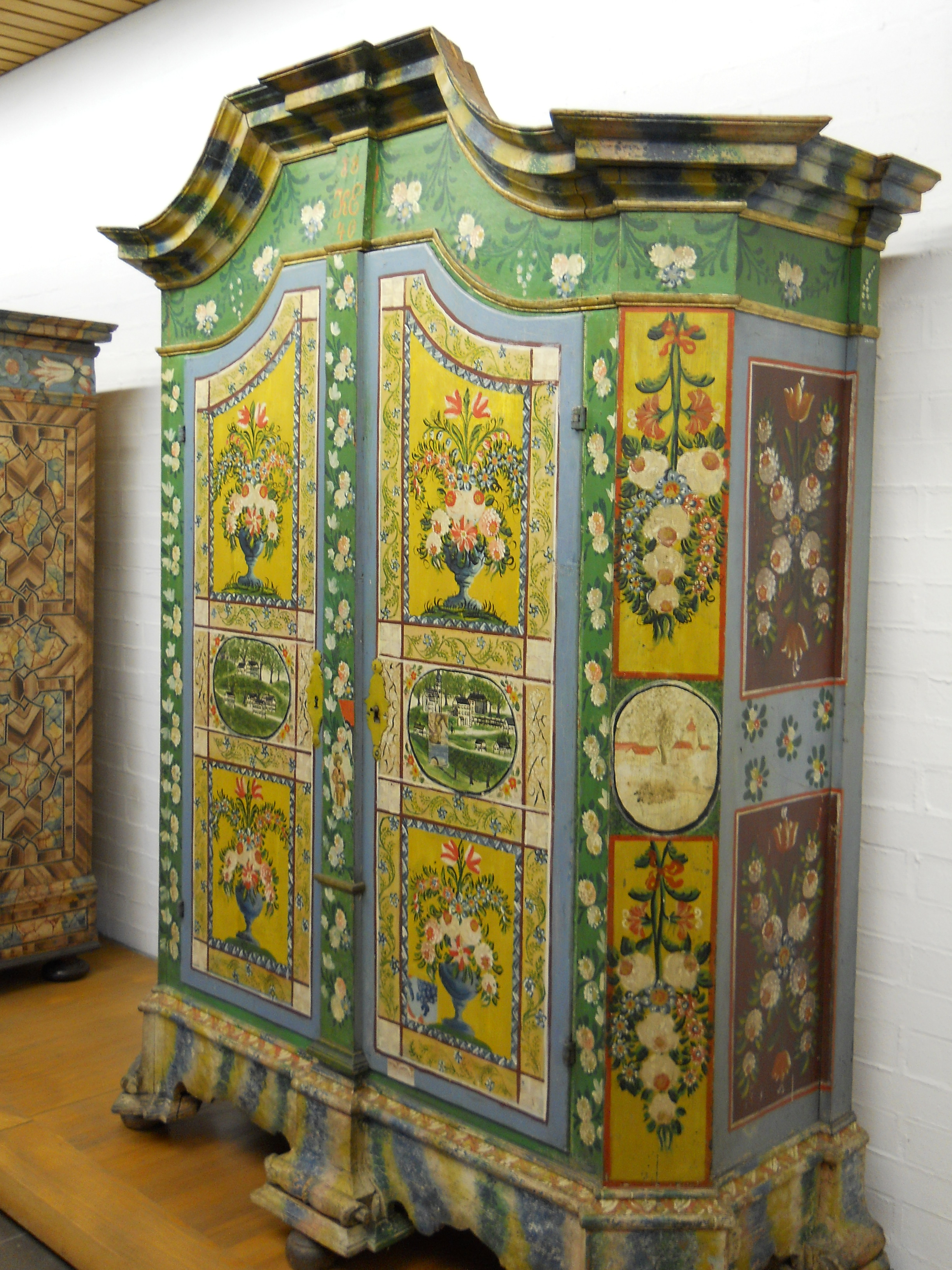
Ozdobná římsa skříně
Norimberk, Německé národní museum

Římsa může být plochá, vypouklá (oblounovitá) anebo naopak fabionová, to jest vydutá, běžná hlavně u okapních říms. Hlavní římsy bývají zdobeny průběžnými plastickými ornamenty (vejcovec, perlovec, zubořez, girlanda aj.), bývají barevně odlišeny a někdy jsou podpírány konzolami.
- Hlavní, také korunní nebo okapová římsa tvoří horní okraj fasády a bývá bohatě zdobená.
- Kordonové římsy neukončují, pouze horizontálně průběžně člení fasádu. Většinou jde o římsy mezipatrové.
- Patrové, také mezipatrové římsy opticky oddělují jednotlivá podlaží.
- Soklová římsa tvoří horní lem soklu budovy.
- Konzolová římsa je nesena malými konzolami.
- Nadokenní a podokenní (parapetní) římsy chrání okna a stěnu před deštěm a mohou být oddělené anebo vzácněji průběžné. V novější době se pokrývají plechem.

## Jiná užití
Kromě říms na budovách se v určitých obdobích hojně užívaly i dřevěné římsy na nábytku, zejména na skříních, na ostění dveří, na oltářích a lavicích. Ozdobné krby bývají opatřeny profilovou římsou z kamene nebo štuku.
V horolezectví se pojem římsa užívá metaforicky pro vodorovnou vyčnělinu ve skalní stěně.